# Линден, Тревор
Тре́вор Джон Ли́нден (англ. Trevor John Linden; 11 апреля 1970, Медисин-Хат, Альберта, Канада) — канадский хоккеист, играл на позициях центрального и правого нападающего в таких клубах Национальной хоккейной лиги как «Ванкувер Кэнакс», «Нью-Йорк Айлендерс», «Монреаль Канадиенс» и «Вашингтон Кэпиталз». Выбран на драфте 1988 года в первом раунде под общим вторым номером, до этого представлял команду «Медисин-Хат Тайгерс», выступающую в Западной хоккейной лиге, выиграл с ней два Мемориальных кубка.
Линден дважды участвовал в матчах всех звёзд, защищал честь Канады на зимних Олимпийских играх 1998 года, в 1996 году вместе со сборной выступал на Кубке мира. На протяжении всей карьеры он оставался лидером, как на льду, так и в жизни. В возрасте 21-го года хоккеиста назначили капитаном «Кэнакс», что сделало его самым молодым капитаном за всю историю лиги. Вместе с ними в 1994 году играл в финальной серии за обладание Кубком Стэнли — с этого момента имеет прозвище «Капитан Кэнакс». В 1998 году его избрали президентом Ассоциации игроков национальной хоккейной лиги, после чего спортсмен занимал эту должность в течение восьми лет, в частности, сыграл важную роль во время локаута 2004-05, именно он вёл переговоры с владельцами лиги.
Вне льда Линден активно занимается благотворительностью, за добропорядочность и общественную деятельность в сезоне 1996-97 ему присудили Кинг Клэнси Трофи, является кавалером Ордена Британской Колумбии. Отыграв в НХЛ 19 сезонов, 11 июня 2008 года объявил о завершении спортивной карьеры, ровно двадцать лет спустя после своего драфтпика. Начиная с 17 декабря 2008 года 16-й номер хоккеиста в «Кэнакс» имеет статус неиспользуемого, хронологически это второй неприкасаемый номер команды.

## Детство
Дед Тревора, Ник ван дер Линден, эмигрировал в Канаду в 1929 году из Голландии. Он до 1979 года управлял строительной компаний, пока на этом посту его не сменил сын Лэйн, отец Тревора. Сам хоккеист родился в городе Медисин-Хат в семье Лэйна и Эдны Линден. С детства Тревор был хорошо сложен и кроме хоккея, главного своего увлечения, занимался также многими другими видами спорта, в числе которых бейсбол, гольф, волейбол, баскетбол и конькобежный спорт. Окончив школу с отличием, был приглашён в Принстонский университет, играть в их хоккейной команде, однако отказался от предложения — решил остаться в родном городе и выступать за местный юниорский клуб «Медисин-Хат Тайгерс», соревнующийся в Западной хоккейной лиге (ЗХЛ). Линден рос под влиянием своего кумира Лэнни Макдональда, который, прежде чем попасть в НХЛ, точно также играл за «Тайгерс».
После одного сезона в младшей команде «Тигров», находящейся в Младшей хоккейной лиге Альберты, Линден присоединился к основному составу клуба и до завершения регулярного сезона 1985-86 успел провести за них пять матчей и забить два гола; в шести матчах плей-офф нападающий отметился ещё одной шайбой. В следующем сезоне, в возрасте шестнадцати лет, принял участие абсолютно во всех матчах чемпионата, за 72 игры набрал 36 очков, ещё 9 получил в 20-и играх на вылет, в том числе дважды поразил ворота в финале и помог тем самым «Медисин-Хат» выиграть первый в своей истории Мемориальный кубок. Год спустя улучшил статистику, набрав 110 очков в 67-и матчах, а «Тайгерс» завоевали кубок второй раз подряд. В 1988 году Линден установил рекорд плей-офф ЗХЛ, забив самый быстрый гол, 15 апреля в матче против «Саскатун Блэйдз» он забросил шайбу через семь секунд после стартового свистка. В том же году на драфте под общим вторым номером его взяли в команду «Ванкувер Кэнакс», сразу после того, как «Миннесота Норт Старз» выбрали Майка Модано.

## Профессиональная карьера

### Ванкувер Кэнакс (1988—1998)
Дебют Линдена в НХЛ состоялся 6 октября 1988 года в матче против «Виннипег Джетс», первый гол нападающий забил 18 октября в ворота «Нью-Йорк Айлендерс», 17 ноября в противостоянии с «Норт Старз» отметился хет-триком. По окончании сезона хоккеист разделил первое место в команде по заброшенным шайбам (30) и занял второе место по очкам (59). Кроме того, стал первым новичком «Кэнакс», которому удалось забить 30 голов, а также первым новичком, получившим Циклон Тэйлор Авард, награду, ежегодно вручаемую самому полезному игроку клуба. Линдена занесли в символическую сборную дебютантов НХЛ, в голосовании на присуждение Колдер Трофи, приз лучшему новичку года, он занял второе место, уступив Брайану Личу из «Нью-Йорк Рейнджерс». Сезон 1988-89 команда окончила первой за три года серией плей-офф — в семи матчах против клуба «Калгари Флэймз», который в этом году завоевал Кубок Стэнли, Линден набрал семь очков.
Второй сезон в НХЛ Линден окончил на втором месте в списке бомбардиров клуба, 21 раз забил и отдал 30 голевых пасов. В следующем году несколько раз вышел на лёд в статусе капитана, в команде не было определённого лидера, поэтому некоторое время это звание имели также Даг Лидстер и Дэн Куинн. Нападающий выполнил 37 результативных передач, набрал 70 очков и впервые принял участие в матче всех звёзд, где стал самым молодым игроком. В возрасте 21-го года его назначили полноправным капитаном «Кэнакс», самым молодым капитаном за всю историю клуба. В этом сезоне хоккеист продолжил выступать успешно, набрал 75 очков (31 шайба и 44 передачи) и вывел команду на первое место дивизиона, которое ванкуверцы последний раз занимали в сезоне 1974-75. Год спустя они снова победили в дивизионе Смайта, а также установили рекорд клуба по количеству побед и набранных очков. Третий сезон подряд Линден забил больше 30-и голов и набрал больше 70-и очков, в общей сложности забросив 33 шайбы и получив 72 очка.

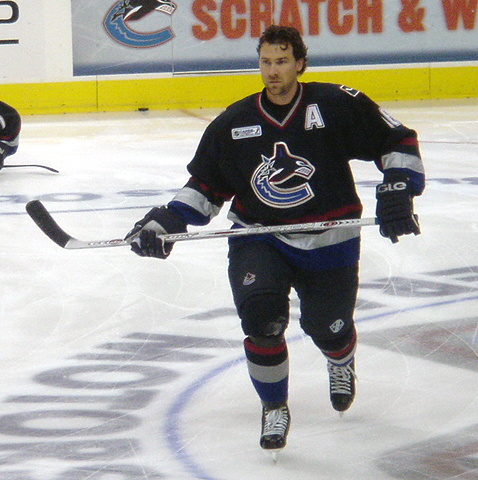
Тревор Линден в составе «Кэнакс»

В регулярном чемпионате 1993-94 хоккеист забил 32 гола, за шесть полных сезонов ему в пятый раз удалось превысить отметку в 30 шайб, однако очковые показатели Линдена снизились до 61, а «Кэнакс» существенно отстали от лидера дивизиона. Несмотря на то, что клуб попал в плей-офф с седьмой позиции, им всё же удалось добраться до финала, первый раз за 12 лет и второй раз за всю клубную историю. Являясь аутсайдером турнира, в финале команда попала на обладателей Президентского кубка «Рейнджерс» с капитаном Марком Мессье и при этом сумела растянуть серию до семи матчей. В последней седьмой игре Линден дважды поразил ворота, но голы не спасли «Кэнакс» от поражения — матч закончился со счётом 3-2. По набранным в плей-офф очкам нападающий занял среди одноклубников второе место, добавив к своему послужному списку 12 шайб и 13 передач. Позже выяснилось, что Линден выступал в финальной серии со сломанными рёбрами и повреждённым рёберным хрящом. В ходе сезона 1995-96 хоккеист набрал 80 очков: 33 шайбы и 47 передач, показав таким образом лучший результат за всю свою карьеру. В следующем сезоне прервалась внушительная серия матчей, проведённых подряд — в период с 4 октября 1990 года по 3 декабря 1996-го Линден принял участие во всех 482-х матчах команды, на то время это был наилучший показатель в лиге (лишь в 2007 году рекорд побил Брендан Моррисон). В 49-и играх этого чемпионата нападающий забил девять голов и 31 раз ассистировал, в конце сезона функционеры НХЛ оценили заслуги Линдена перед Ванкувером и вручили ему Кинг Клэнси Трофи.
Перед началом сезона 1997-98 «Кэнакс» на правах свободного агента взяли Марка Мессье, шестикратного обладателя Кубка Стэнли, а также наняли тренера Майка Кинана — оба находились в составе «Нью-Йорк Рейнджерс» во время финальной серии 1994 года и нанесли ванкуверцам поражение. Отношения с ними у Линдена сразу же не заладились, не по своей воле ему пришлось уступить звание капитана более титулованному хоккеисту, на этой почве возник конфликт с генеральным менеджером. Ситуация усугубилась, когда в одном из интервью Кинан заявил, что намерен обменять Линдена. После разгромного поражения со счётом 5-1 от «Сент-Луис Блюз» тренер обвинил во всех неудачах игрока, Линден отметил тогда, что это самый тёмный период в его жизни. Всего до февральского перерыва на Олимпийские игры нападающий принял участие в 42-х матчах, забил 7 шайб и отдал 14 голевых передач. 6 февраля его перевели в «Нью-Йорк Айлендерс», в обмен на Тодда Бертуцци, Брайана Маккейба и дополнительное право выбора на предстоящем драфте (использовав которое, «Кэнакс» приобрели финна Яркко Рууту).

### Нью-Йорк, Монреаль и Вашингтон (1998—2001)
Вернувшись с зимней Олимпиады 1998, где участвовал в составе сборной Канады, Линден провёл за «Айлендерс» 25 матчей, забил десять шайб и выполнил семь голевых передач. В следующем сезоне хоккеист выступил удачнее, стал вторым в команде по набранным очкам (47) и третьим по заброшенным шайбам (18), тем не менее, 29 мая 1999 года из-за финансовых трудностей тренерский штаб передал нападающего в «Монреаль Канадиенс», в обмен на драфтпик первого раунда (который они потратили на словака Бранислава Мезея). После выступлений в Нью-Йорке, где арена заполнялась едва ли наполовину, игра в Монреале, «мировом центре хоккея», открывала для Линдена широкие перспективы. Однако пребывание в стане «Канадиенс» постоянно сопровождалось мелкими травмами, в результате чего хоккеист принял участие только в 50-и матчах сезона и набрал всего лишь 30 очков, в следующем году ситуация не улучшилась — в 57-и матчах 33 очка. Хоккеист заключил с клубом четырёхлетний контракт стоимостью 15 млн долларов, но снова подвергся обмену, на этот раз с «Вашингтон Кэпиталз» — перешёл туда вместе с литовцем Дайнюсом Зубрусом и драфтпиком во втором раунде в обмен на словака Рихарда Зедника, чеха Яна Булиса и дополнительное право выбора в первом раунде драфта. Выступая за «Кэпиталз», Линден впервые за четыре года принял участие в матчах плей-офф, всего в свитере Вашингтона он провёл 28 игр, после чего, 10 ноября 2001 года клуб произвёл обмен с «Кэнакс» — в придачу ванкуверцы получили драфтпик второго раунда следующих двух лет, а отдали право выбора в первом раунде 2002 года и третьем 2003-го.

### Возвращение в Ванкувер (2001—2008)
На момент возвращения в «Кэнакс» Линден был настолько популярен среди местных болельщиков, что даже несмотря на утрату капитанского звания, фанаты продолжали называть игрока «Капитаном Кэнаком». Перед первой игрой в родной команде хоккеист сильно волновался, по его словам, ночью из-за волнения не смог уснуть. В 64-х матчах сезона 2001-02 он набрал 34 очка, в том числе и своё тысячное в НХЛ очко — 26 марта 2002 года в матче против «Лос-Анджелес Кингз». Поучаствовал в шести играх плей-офф, где забросил шайбу и четыре раза ассистировал. Сезон 2002-03 для нападающего стал первым полным сезоном в составе «Кэнакс», начиная с чемпионата 1996-97, единственно только, во время межсезонья хоккеист повредил колено и вынужден был пропустить две первые недели соревнований. По возвращении его поздравили с тысячной игрой в НХЛ (игра состоялась ещё в прошлом сезоне, однако в преддверии матчей на вылет спортсмен попросил отложить церемонию, чтобы лишний раз не отвлекать команду от поставленной задачи). 25 ноября 2002 года в матче против «Миннесота Уайлд» забил за «Кэнакс» 263-й гол, тем самым побив рекорд бывшего капитана Стэна Смила. Окончил чемпионат со статистикой в 41 очко: 19 шайб и 22 передачи — лучшая сумма очков за последние шесть сезонов. В следующем сезоне Линден побил ещё несколько клубных рекордов. 16 февраля 2004 года в матче против «Колорадо Эвеланш» нападающий сыграл за команду в 897-й раз, преодолев аналогичное достижение Смила. 8 марта в матче против тех же «Эвеланш» стал новым рекордсменом клуба по количеству набранных очков, превысив достижение Смила в 674 очка. Впервые за пять лет хоккеист принял участие абсолютно во всех матчах регулярного чемпионата, набрал при этом 36 очков. После локаута 2004-05 Линден снова сыграл во всех 82-х играх, но смог забросить лишь 7 шайб и выполнить только 16 голевых передач. 13 апреля 2006 года в матче с «Сан-Хосе Шаркс» он провёл за «Кэнакс» свою тысячную игру, чего до этого не удавалось сделать ни одному другому хоккеисту.

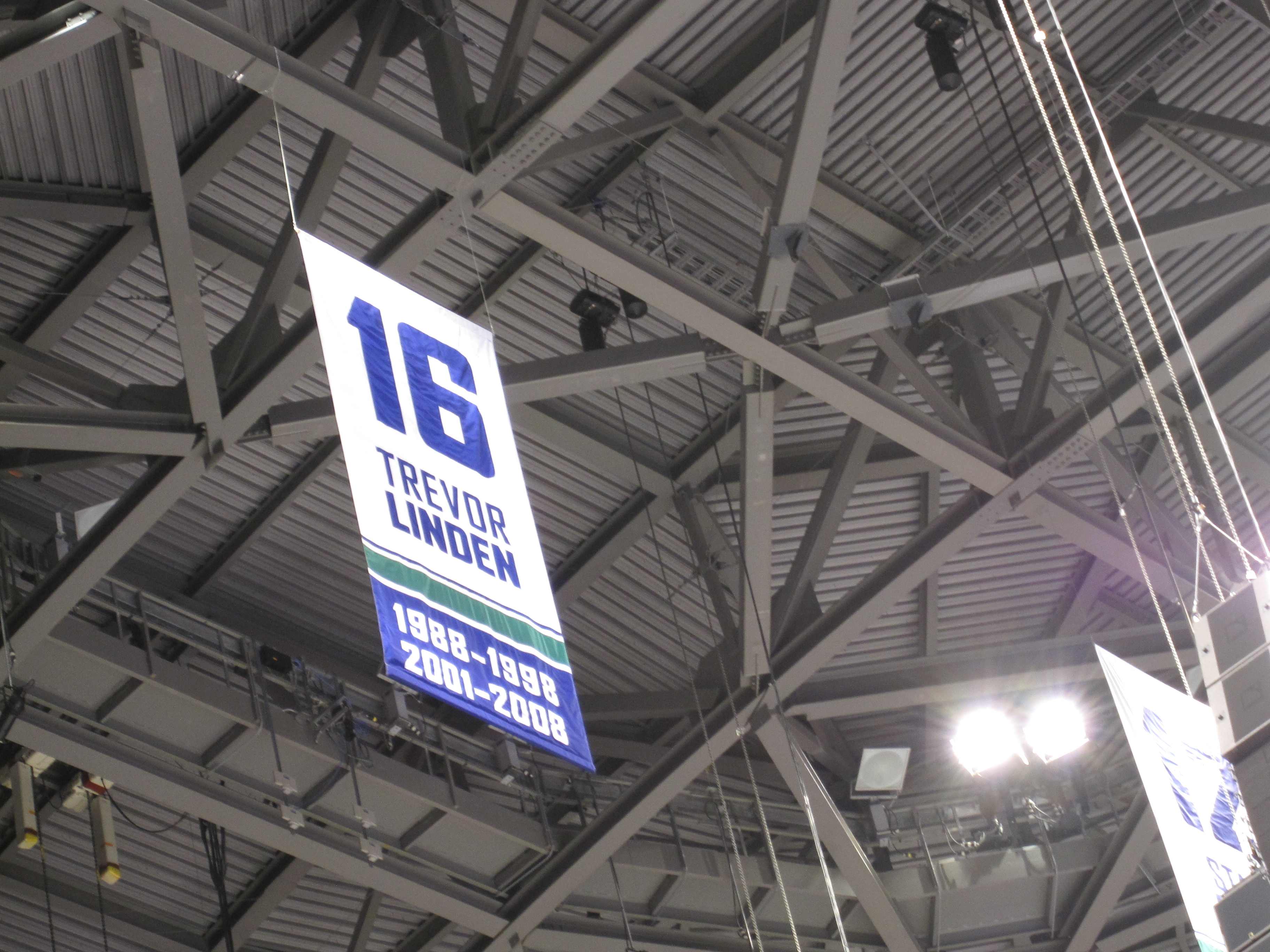
«16» — неиспользуемый номер «Кэнакс», принадлежавший Тревору Линдену

Открывая сезон 2006-07, 5 октября 2006 года в матче против «Детройт Ред Уингз» Линден забил решающий гол и стал первым игроком «Кэнакс», забросившим больше трёхсот шайб. Всего в 80-и играх он набрал 25 очков, в первом раунде плей-офф забил два ключевых гола в ворота «Даллас Старз» и помог клубу пробиться во второй раунд. Итого в этом розыгрыше его руками было набрано семь очков в двенадцати играх — на данный момент хоккеист остаётся самым успешным игроком команды в матчах на вылет: 34 шайбы, 61 передача и 95 очков. В это время Линден уже начал задумываться о завершении карьеры профессионального спортсмена, однако в августе 2007 года он всё-таки заключил с «Кэнакс» ещё один однолетний контракт, с зарплатой в 600 тысяч долларов. Сезон получился крайне неудачным, из-за проблем со здоровьем и мелких травм нападающий вынужден был пропустить 23 игры, а в остальных забил всего лишь семь голов и пять раз ассистировал, показав худший результат за всю свою карьеру. Тем не менее, 8 ноября 2007 года в матче против «Калгари Флэймз» он выполнил 412-ю голевую передачу, снова преодолев достижение Смила. Всего в составе «Кэнакс» Линден выполнил 415 результативных пасов, и этот рекорд держался более двух лет, пока 14 марта 2010 года его не побил Хенрик Седин. Последний матч регулярного чемпионата, домашняя игра с «Флэймз», стал последним и в карьере хоккеиста, он был признан игроком матча, сделал по Роджерс-арене круг почёта и покинул лёд под бурные аплодисменты болельщиков: «Пора заканчивать. Я и так провел в НХЛ много хороших лет. Настало время дать дорогу молодым игрокам».
11 июня 2008 года, отыграв в НХЛ 19 сезонов, Линден официально объявил о своём уходе. Заявление было сделано ровно через двадцать лет после того дня, когда хоккеиста выбрали на драфте: «Сегодня очень эмоциональный день для меня и как для спортсмена, и как для простого человека. Отныне закрыта одна из глав моей жизни, и открывается другая». По завершении пресс-конференции представитель муниципального совета Ванкувера провозгласил, что отныне в городе этот день будет называться днём Тревора Линдена. «Кэнакс» закрепили за 16-м номером нападающего статус неиспользуемого, к этому событию была приурочена особая церемония, прошедшая 17 декабря 2008 года перед матчем с «Эдмонтон Ойлерз». Линден стал вторым, чей номер вывели из обращения, первым был бывший капитан Стэн Смил, выступавший с числом 12 на спине и закончивший карьеру в 1991 году, третьим стал Маркус Нэслунд, который выступал под номером 19. Кроме того, в честь Линдена на стадионе пятый номер прохода для игроков и особо важных персон переименовали на шестнадцатый — Gate 16.

### Международные выступления
Вместе со сборной Канады Линден принимал участие в пяти международных турнирах. Впервые в состав национальной команды его взяли в 1988 году на матчи молодёжного чемпионата мира, проходившего в Москве. Хоккеист забросил одну шайбу, и канадцы завоевали золотые медали. Во взрослой сборной нападающий впервые оказался на чемпионате мира 1991 года, в десяти матчах один раз забил и четыре раза ассистировал, чем помог Канаде получить серебро. В том же году Линдена призвали на сборы перед Кубоком Канады 1991, но через какое-то время отпустили обратно в клуб. На Кубке мира 1996 одним голом и одной передачей хоккеист помог национальной команде занять второе место. Два года спустя Линдена выбрали в состав сборной на матчи Олимпийских игр 1998. За неделю до этого он сильно повредил колено, но, несмотря на травму, сыграл во всех шести матчах и забил важнейшую шайбу за 67 секунд до конца третьего периода в полуфинальном противостоянии с Чехией — игра перешла в овертайм, но Канада всё равно уступила и в итоге заняла лишь четвёртое место. Летом нападающий съездил на чемпионат мира 1998, забил один гол и выполнил четыре результативные передачи, однако по итогам турнира канадцы остались на шестом месте.

## Стиль игры и мнения специалистов
На хоккейной площадке Линден был востребован, прежде всего, благодаря своим лидерским качествам, как игрок он славился дисциплинированностью и умением принимать точные, взвешенные решения. Пэт Куинн, бывший генеральным менеджером и главным тренером «Кэнакс» в конце 1980-х — первой половине 1990-х, отметил, что именно Линден сформировал современный облик ванкуверского хоккея: «Именно Тревор ответственен за те перемены в отношении горожан к команде, которые произошли с его приходом. Сразу после драфта его лидерство было причиной развития команды. Другие игроки, глядя на него, пересматривали своё отношение к хоккею и самим себе». Барри Мелроуз, тренировавший команду Западной хоккейной лиги «Медисин-Хат Тайгерс», в которой 15-летний Линден начинал карьеру, заявил, что бывший капитан «Кэнакс» был прирожденным лидером: «Тревор был одним из лучших юниоров в истории хоккея. Прирожденным лидером на площадке и в раздевалке, очень дисциплинированным», кроме того, тренер назвал его своим любимым игроком.
После прощального матча с «Флэймз» 5 апреля 2008 года Джером Игинла охарактеризовал Линдена «хорошим, честным парнем, который готов выкладываться на полную в каждой своей игре» и добавил, что «для него было честью играть против такого хоккеиста». Проведя за «Кэнакс» 1140 матчей (рекорд клуба), Линден стал одним из самых уважаемых игроков Ванкувера.

## Вне льда

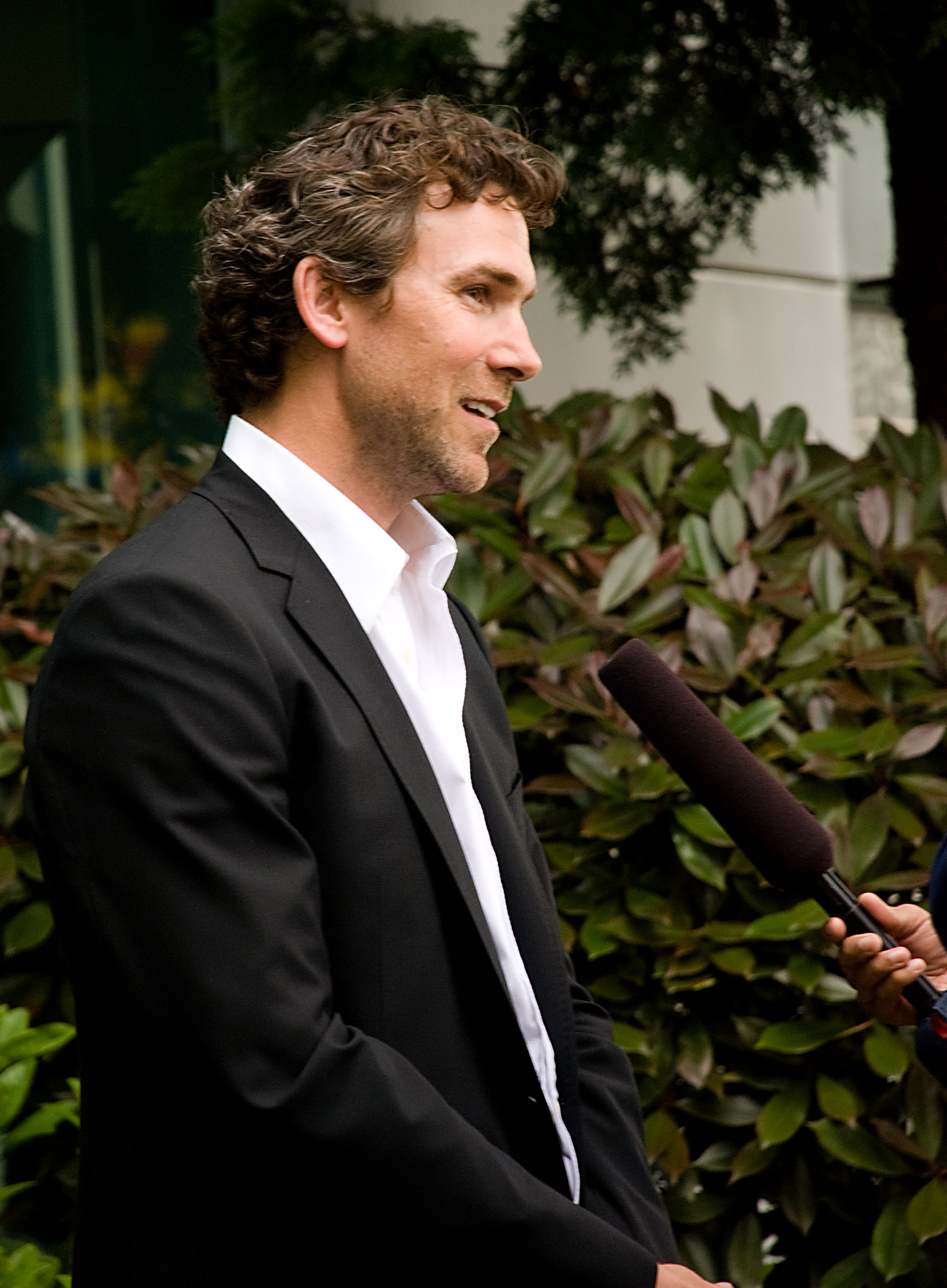
Тревор Линден даёт интервью для ванкуверской газеты, 2008 год

С 1995 года Линден женат на Кристине Джусти, владелице сети бутиков в Ванкувере, с 2004 года является приверженцем Римско-католической церкви. Имеет младшего брата Джейми, который тоже занимался хоккеем, но менее успешно — в НХЛ провёл всего лишь четыре матча, в составе «Флорида Пантерз» сезона 1994-95, после чего завершил карьеру выступлениями в нескольких второстепенных лигах. Вместе с Тревором они некоторое время занимались строительством в своём родном городе Медисин-Хат, воплотили в жизнь несколько проектов, скорее ради собственного удовольствия, нежели для получения прибыли. После ухода из хоккея Линден заявил, что и дальше намерен вкладывать средства в недвижимость. Спортсмен, кроме того, является заядлым велосипедистом, регулярно принимает участие в различных соревнованиях по горному велосипеду, в том числе в заездах между городами Сквамиш и Уистлер. Среди наиболее известных его гонок — гонка летом 2007 года по трассе протяжённостью 600 км, проходящей через европейские Альпы. Вместе со своим партнёром Джоном Рамсденом Линден финишировал на 48-м месте из 122-х мужских двоек, заезд длился больше восьми дней. Перед церемонией открытия зимних Олимпийских игр 2010 Линден пробежал по Ванкуверу небольшую дистанцию, неся в руках олимпийский огонь.
Будучи примерным хоккеистом, Линден ещё в 1990 году вступил в Ассоциацию игроков национальной хоккейной лиги. В июне 1998 года его выбрали президентом организации, спортсмен принимал активное участие в переговорах с Гари Бэттманом по поводу заключения коллективного договора на сезон 2004-05. Функционеры лиги настаивали на введении потолка зарплат, в то время как члены профсоюза были с этим категорически несогласны. В январе 2005 года Линден встретился с Харли Гочкисом, председателем совета управляющих НХЛ, и предпринял попытку прийти к компромиссу, однако в итоге взаимопонимание так и не было достигнуто — сезон полностью отменили. В 2006 году спортсмен покинул пост президента ассоциации.
Уважение среди жителей Ванкувера Линден заслужил не только игрой за местную команду, но ещё и щедрыми благотворительными взносами. Он регулярно переводит деньги на счёт детской больницы Британской Колумбии и Кэнак-плэйс, хосписа для неизлечимо больных детей. С этой целью в 1995 году хоккеист основал фонд своего имени, ради сбора средств стал проводить ежегодные турниры по гольфу. В 2003 году за гуманитарную поддержку различных некоммерческих организаций города его наградили Орденом Британской Колумбии. В одном из интервью хоккеист отметил, что стать меценатом его сподвиг двоюродный брат Дин, это именно он стал автором идеи использовать полученную благодаря хоккею силу в мирных целях. В 1997 году за добропорядочность на льду и активную общественную жизнь получил награду Кинг Клэнси Трофи, 2008 году вместе с соотечественником Венсаном Лекавалье был удостоен ежегодно вручаемой награды за благотворительную деятельность — NHL Foundation Player Award. Премию в 50 тысяч долларов разделили между благотворительными фондами обоих спортсменов.

## Статистика
| Легенда | Легенда                    | Легенда | Легенда                   | Легенда | Легенда    |
| ------- | -------------------------- | ------- | ------------------------- | ------- | ---------- |
| И       | Количество проведённых игр | Штр     | Штрафное время            | +/−     | Плюс-минус |
| Г       | Голы                       | П       | Голевые передачи          | О       | Очки       |
| -       | Статистика неизвестна      | —       | Статистика не учитывалась |         |            |

### Матчи всех звёзд НХЛ
- Статистика приведена по данным сайта NHL.com[75]

## Награды
| Награда                                             | Год                             | Источник |
| --------------------------------------------------- | ------------------------------- | -------- |
| Молодёжные                                          |                                 |          |
| Вторая команда всех звёзд восточной конференции ЗХЛ | 1987-88                         | [ 12 ]   |
| Мемориальный кубок                                  | 1986-87 1987-88                 | [ 12 ]   |
| Национальная хоккейная лига                         |                                 |          |
| Сборная лучших новичков НХЛ                         | 1988-89                         | [ 20 ]   |
| Кинг Клэнси Трофи                                   | 1996-97                         | [ 5 ]    |
| NHL Foundation Player Award                         | 2007-08                         | [ 74 ]   |
| Награды «Ванкувер Кэнакс»                           |                                 |          |
| Кубок Мольсона                                      | 1989-90 1990-91                 | [ 76 ]   |
| Циклон Тэйлор Авард                                 | 1989-90 1990-91 1994-95 1995-96 | [ 76 ]   |
| Самому активному игроку                             | 1989-90 1990-91                 | [ 76 ]   |
| Кир Маклин Трофи                                    | 1990-91 1991-92                 | [ 76 ]   |